# The Inner Sanctum
The Inner Sanctum è il diciassettesimo album dei Saxon, uscito il 5 marzo 2007 per l'etichetta discografica Steamhammer/SPV GmbH. L'uscita del disco è stata preceduta dal singolo If I was you (in versione diversa rispetto a quella presente su disco).  Il 6 gennaio 2007, Biff Byford è stato ospite di uno spettacolo su www.totalrock.com, dove ha presentato in anteprima Atila the Hun. Il disco è disponibile anche un'edizione limitata con DVD.
La versione di I've Got to Rock (to Stay Alive) uscita come singolo ha come ospiti Lemmy Kilmister (Motörhead), Angry Anderson (Rose Tattoo) e Andi Deris (Helloween).

## Tracce
(Tutte le musiche composte da Byford, Quinn, Glockler, Carter, Scarratt; tutti i testi scritti da Byford)
1. State of Grace
2. Need for Speed
3. Let Me Feel Your Power
4. Red Star Falling
5. I've Got To Rock (To Stay Alive)
6. If I Was You (Album Version)
7. Going Nowhere Fast
8. Ashes to Ashes
9. Empire Rising
10. Atila the Hun
11. If I Was You (Single Version)(Solo nell'edizione normale)

## A Night Out With The Boys(DVD)
1. To Hell And Back Again
2. A Night Out With The Boys – The Idea
3. A Night Out With The Boys – Not Really
4. See The Light Shining
5. A Night Out With The Boys – Now It Started
6. Redline
7. Suzie Hold On
8. Stand Up And Be Counted
9. Frozen Rainbow
10. Never Surrender

## Formazione
- Biff Byford - voce
- Paul Quinn - chitarra
- Doug Scarrat - chitarra
- Nibbs Carter - basso
- Nigel Glockler - batteria, tastiere